# ウジェーヌ・アントニアディ

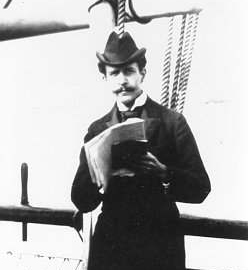
ウジェーヌ・アントニアディ

ウジェーヌ・ミシェル・アントニアディ（Eugène Michel Antoniadi、または Eugène Michael Antoniadi、Eugenios Antoniadi、Eugenios Mihail Antoniadis、1870年3月10日 - 1944年2月10日）は、トルコのコンスタンティノープルで生まれたギリシャ人の天文学者である。おもにフランスで活躍し、フランス国籍を得た。惑星特に火星の観測によって知られる。

## 生涯
1893年、フランスへ移り、カミーユ・フラマリオンによって、ジュヴィシー＝シュル＝オルジュ天文台で雇われた。ムードン天文台などで火星の観測を行った。はじめ火星の運河の存在を支持する立場であったが後に運河の存在を否定した。また金星、水星の観測を行い、水星の地図の作成を試みた最初の一人である。土星の輪に放射状の模様（スポーク）を認めたが、これは他の天文学者によって否定された。1930年に『火星』La Planète Marsを出版した。1925年ジュール・ジャンサン賞受賞。
アントニアディ尺度としてシーイング（地球大気の乱れによる星像の広がり）の尺度の表し方が残されている。月のクレーター、火星のクレーターに命名されている。